# Куно I фон Рот
Куно I фон Рот (на немски: Kuno I von Rott; * ок. 1015; † 27 март 1086) от род Пилгримиди, e пфалцграф на Бавария (1055 – 1086), граф на Фобург (1040) и граф на Долен Изар (1079).

## Биография
Той е син на Попо II фон Рот († 1040) и на Хазага Каринтийска. Брат е на Попо IV (папа Дамас II), епископ на Бриксен († 9 август 1048), и на Пилгрим III, граф на Вип-Норатал († ок. 1055).
Император Хайнрих III го прави пфалцграф на Бавария през 1055 г. на мястото на сваления на събранието в Регенсбург и осъден за предателство Арибо II († 1102). Куно е далечен роднина с род Арибони – Арибо II и Куно имат обща прабаба, Вихбурга Баварска († сл. 980). Куно получава от Хайнрих III и териториите до Тегернзее.
Куно основава заедно със синът си през 1080 г. манастир Рот. Заедно с брат си Пилгрим той е във връзка с манастир Зоненбург в Пустертал (1030/1039).
След смъртта на Куно през 1086 г. службата пфалцграф отива на Рапото V († 1099) от фамилията Диполдинги-Рапотони, понеже синът му Куно II е убит още през 1081 г. Рапото V е вторият съпруг на вдовицата на синът му Куно II.
Дъщеря му Ирмгард фон Рот е баба на Гертруда фон Зулцбах, която става като съпруга на крал Конрад III германска кралица и на Берта фон Зулцбах, която се омъжва за византийския император Мануил I Комнин и става императрица на Източен Рим (Византийска империя).

## Семейство и деца
Куно I се жени сл. 1050 г. за Ута фон Дисен-Андекс († 9 февруари 1086), дъщеря на Фридрих II фон Дисен († 1075), граф на Дисен и Регенсбург, и графиня Ерменгарда фон Гилхинг. Двамата имат децата:
- Куно II († 11 август 1081), убит в битката при Хьохщет на Дунав в служба на император Хайнрих IV, женен пр. 1081 г. за Елизабет от Лотарингия († 1086), омъжена II. за пфалцграф Рапото V († 1099)
- Ирмгард фон Рот (* ок. 1050; † 14 юни 1101), омъжена I. за граф Енгелберт V в Химгау († 1078), Зигхардинги, II. ок. 1079 г. за граф Гебхард II фон Зулцбах († 1085), III. сл. 1085 г. за граф Куно фон Хорбург-Лехсгемюнд (* ок. 1058; † ок. 1085)